# Musaranya nòmada
La musaranya nòmada (Sorex vagrans) és una musaranya nord-americana de mida mitjana. Anteriorment es creia que la musaranya fosca (S. monticolus) formava part de la mateixa espècie que aquest animal.

## Descripció
- Mesura uns 10 cm de llarg, incloent-hi la cua de 4 cm.
- Pesa entre 3 i 8 g. En néixer, pesa només mig gram.
- És de color marró vermellós, amb les parts inferiors més grises i una llarga cua que a vegades és més pàl·lida per sota. A l'hivern, el pelatge esdevé marró fosc.
- La saliva no és tòxica.
- No presenta dimorfisme sexual.[1]

## Subespècies
- Sorex vagrans halicoetes (Grinnell, 1913)
- Sorex vagrans paludivagus (von Bloeker, 1939)
- Sorex vagrans vagrans (Baird, 1857)[2]

## Reproducció
Després d'una gestació de 20 dies, les cries neixen entre el març i el maig en nius fets de matèria vegetal. Hi pot haver un segon període de naixements a l'agost i el setembre. Els joves són deslletats 16–20 dies després del naixement. La longevitat és de 16 mesos, la qual cosa comporta que la majoria d'exemplars no pugui criar al segon any.

## Alimentació
Menja principalment invertebrats (insectes, cucs, caragols, llimacs i aranyes). També es nodreix de fongs, petits mamífers i plantes (incloent-hi arrels, brots tendres i, probablement també, llavors).

## Hàbitat
Viu a les ribes de llacs i corrents d'aigua poblades per herbassars i salzes, i, també, als aiguamolls costaners.

## Distribució geogràfica
Es troba a l'oest de Nord-amèrica.

## Observacions
Emet vocalitzacions d'alta freqüència (una mena d'ecolocalització) per orientar-se.